# Wacław Karłowicz

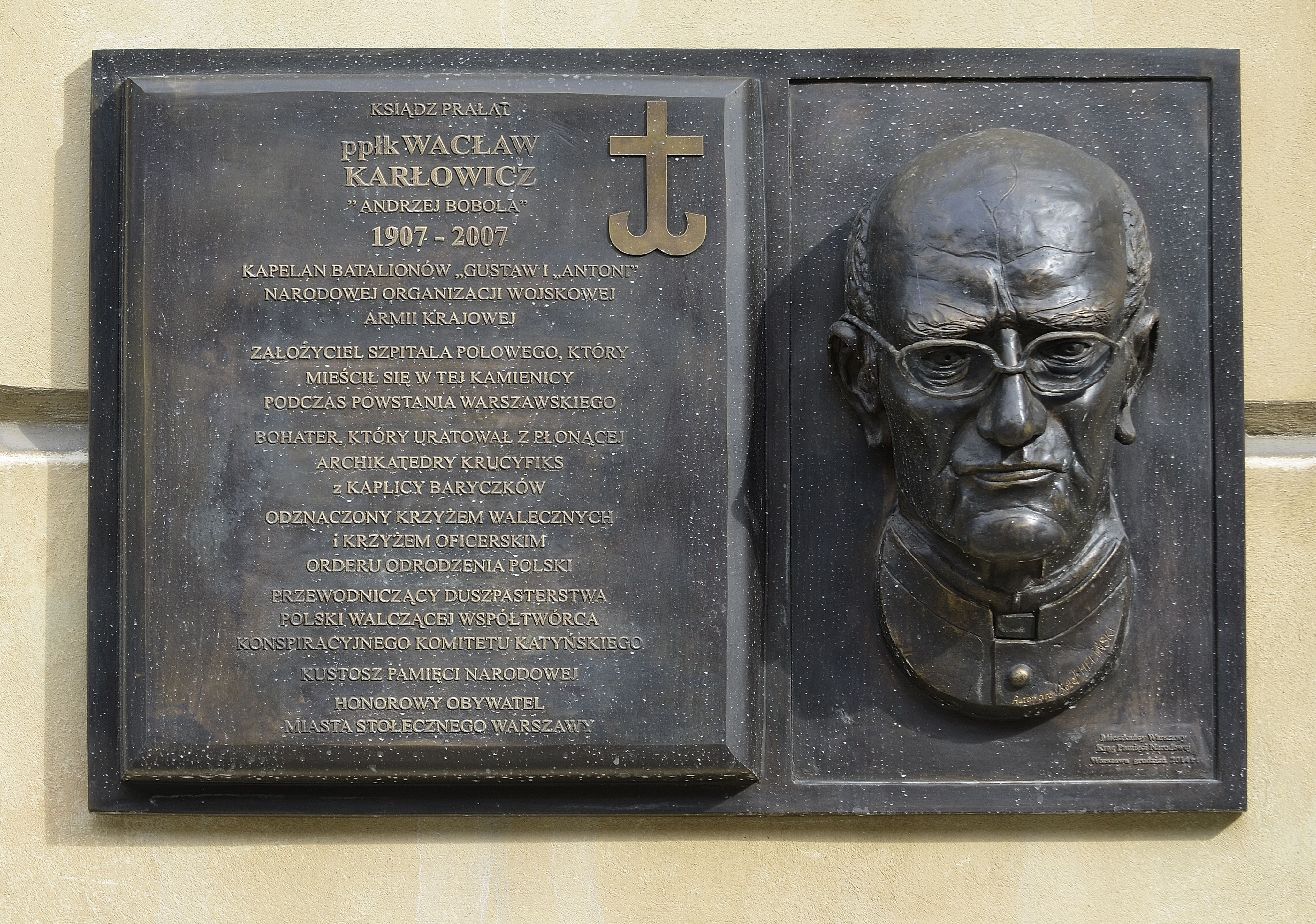
Tablica pamiątkowa na pałacu Raczyńskich w Warszawie

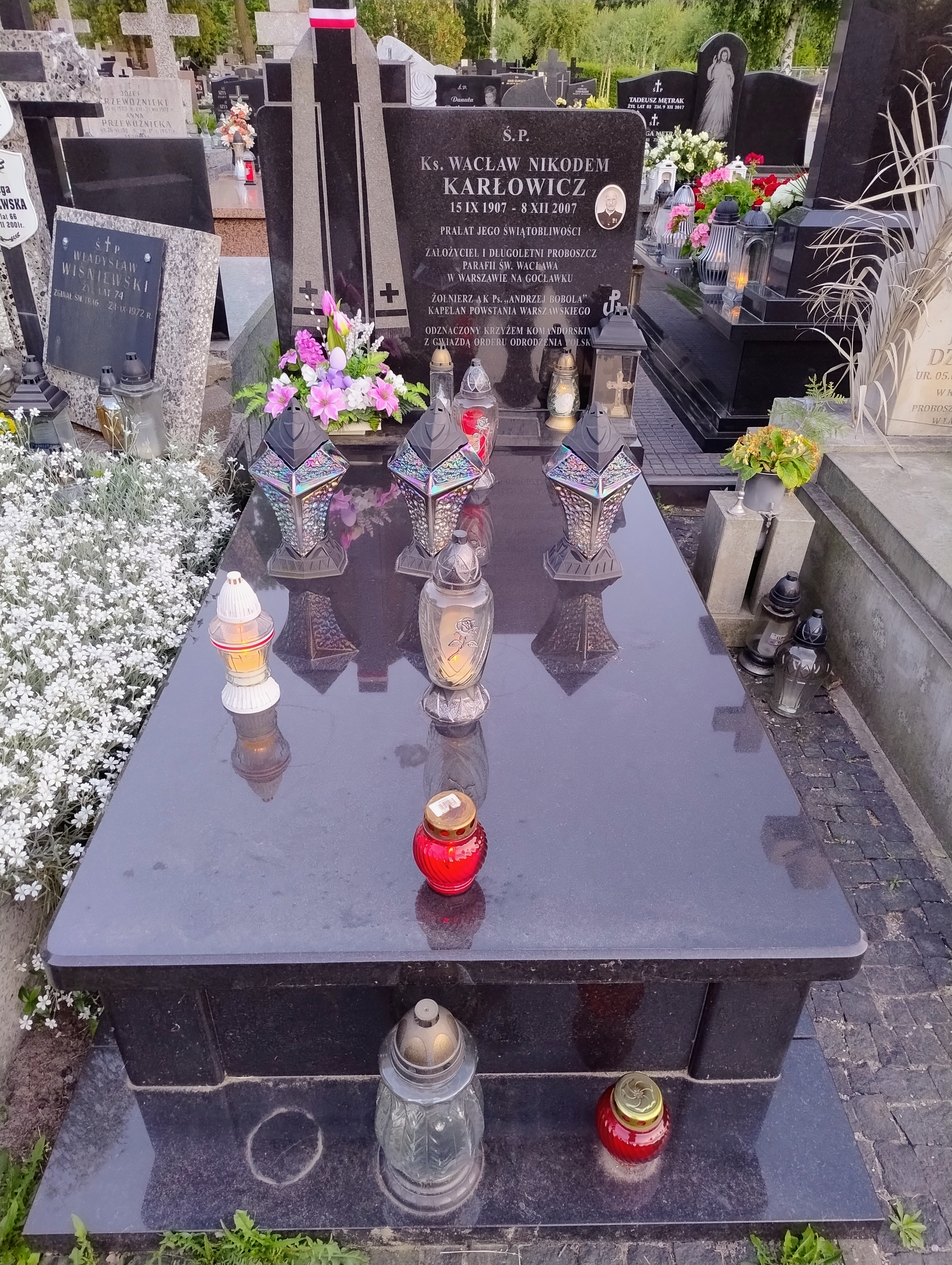
Grób Wacława Karłowicza

Wacław Nikodem Karłowicz, ps. ks. Andrzej Bobola (ur. 15 września 1907 w Łasi, zm. 8 grudnia 2007 w Warszawie) – polski duchowny rzymskokatolicki, kapelan powstania warszawskiego, przewodniczący Duszpasterzy Polski Walczącej, prałat, szambelan papieski, Kustosz Pamięci Narodowej.

## Życiorys
Wacław Karłowicz urodził się w Łasi na Mazowszu 15 września 1907 roku. Był synem leśnika Józefa i Anieli z Ciszkowskich. Dorastał w rodzinie z tradycjami patriotycznymi. Dzieciństwo spędził w leśniczówce, gdzie ojciec był gajowym. Ukończył Gimnazjum im. ks. Piotra Skargi w Pułtusku. Studia filozoficzno-teologiczne odbył w seminarium duchownym w Warszawie. Święcenia kapłańskie przyjął 31 stycznia 1932 z rąk bpa Stanisława Galla. Był następnie katechetą w szkołach. Pracował jako wikariusz w parafiach w Babicach (1932–1933), Św. Trójcy w Kobyłce (1933–1934), Wniebowzięcia NMP w Łowiczu oraz Św. Andrzeja w Warszawie-Mirowie.
Po wybuchu II wojny światowej, brał udział w obronie Warszawy. Był katechetą tajnego nauczania, w szkołach państwowych i na kursach zawodowych w zakładach pracy. Współpracownik Kurii Polowej AK. W jego mieszkaniu istniał punkt kontaktowy dla kurierów podziemnych, podróżujących na trasie Warszawa – Londyn.
W czasie powstania warszawskiego kapelan batalionu „Gustaw-Antoni”, współorganizował największy szpital powstańczy w czasie walk na Starym Mieście, w budynkach przykościelnych przy ul. Długiej 7. Później, do zakończenia wojny, przebywał w Babicach.
W 1947 razem z innymi kapelanami z czasów wojny był organizatorem nieformalnego związku pn. Księża-byli duszpasterze Polski Walczącej, którego był przewodniczącym. W czasach PRL organizował parafię św. Wacława na warszawskim Gocławku, był też jej emerytowanym proboszczem. 29 sierpnia 1967 uzyskał przywilej noszenia rokiety i mantoletu. W 1979 wraz ze Stefanem Melakiem powołał Konspiracyjny Komitet Katyński. Był inicjatorem budowy pierwszego w Polsce pomnika ofiar zbrodni katyńskiej na warszawskich Powązkach w 1981. Do 1989 organizował nabożeństwa patriotyczne, odprawiane w rocznice powstań i święta narodowe. W 1995 z jego inicjatywy powstało „Stowarzyszenie Olszynka Grochowska”, zabiegające o godne zagospodarowanie terenu, na którym rozegrała się bitwa o Olszynkę Grochowską.
Został pochowany na warszawskim cmentarzu w Marysinie Wawerskim.

## Honory i odznaczenia
Zarządzeniem prezydenta RP na uchodźstwie Ryszarda Kaczorowskiego z 11 listopada 1990 został odznaczony Krzyżem Kawalerskim Orderu Odrodzenia Polski. Odznaczony Krzyżem Oficerskim Orderu Odrodzenia Polski, następnie 22 maja 2007 Krzyżem Komandorskim z Gwiazdą Orderu Odrodzenia Polski za wybitne zasługi dla niepodległości Rzeczypospolitej Polskiej, za działalność na rzecz odkrywania i upamiętniania prawdy o dziejach Narodu Polskiego. W 1996 został odznaczony Medalem Polonia Mater Nostra Est. W 1999 uhonorowany przez Radę Warszawy odznaką honorową „Zasłużony dla Warszawy”, a w 2006 otrzymał godność Honorowego Obywatela Warszawy.
19 czerwca 2007 odebrał na Zamku Królewskim w Warszawie prestiżową nagrodę „Kustosz Pamięci Narodowej”. 17 września 2007 minister kultury i dziedzictwa narodowego Kazimierz Michał Ujazdowski odznaczył go najwyższym odznaczeniem przyznawanym w obszarze kultury – Złotym Medalem „Zasłużony Kulturze Gloria Artis”.
28 listopada 2010 odsłonięto głaz pamięci ks. Wacława Karłowicza oraz Stefana Melaka w Alei Chwały Pomnika Bitwy pod Olszynką Grochowską przy ul. Traczy w dzielnicy Rembertów w Warszawie.
7 lutego 2015 na fasadzie pałacu Raczyńskich ul. Długiej 7 w Warszawie odsłonięto tablicę poświęconą pamięci księdza W. Karłowicza.
Od 15 lutego 2015 jest patronem ronda na warszawskim Gocławku